# Cuac's Remix Compilation
Cuac's Remix Compilation es un álbum de remezclas de la cantante cristiana Jaci Velásquez. El álbum fue realizado sin el conocimiento de la cantante. Este disco contiene 20 canciones muy bien elaboradas y estas son una compilación de los temas más sobresalientes de los discos anteriores de la cantante. Es el único disco de Jaci Velasquez, en el cual el 50% de las canciones están en idioma inglés y el otro 50% están en idioma español.

## Lista de canción
1. Love will find you (georgie's remix)
2. ¿Cómo se cura una herida? (dj fluid remix edit)
3. De creer en ti (remix)
4. Vida mía (salsa remix)
5. Love will find you (higher love mix)
6. Al mundo dios amó (cuac's spanglish edit)
7. Solo tú (martinee of the wall mix)
8. No hace falta un hombre (remix)
9. Llegar a ti (higher love mix)
10. Love will find you (music plant club mix)
11. ¿Cómo se cura una herida? (dj fluid remix)
12. Manantial de caricias (dj juanki reggaeton mix)
13. Glory (radio mix)
14. Love will find you (georgie's club anthem)
15. Solo tú (martinee jay mix)
16. De creer en ti (spanglish mix)
17. Adore (dj bomba gospel mix)
18. Love will find you (martinee mix)
19. Love will find you (radio mix)
20. Love will find you (georgie's radio edit)